# Maurice Sarrail
Maurice-Paul-Emanuel Sarrail (n. 6 aprilie 1856, Carcassonne, Languedoc-Roussillon, Franța – d. 23 martie 1929, Paris, Franța) a fost un general francez din Primul Război Mondial. Vederile politice deschis socialiste ale lui Sarrail l-au făcut o raritate în cadrul corpului ofițeresc al Armatei Franceze a celei de-a Treia Republici, dominat înainte de război de catolici, conservatori și monarhiști și au reprezentat motivul principal pentru care el a fost numit la comanda frontului aliat de la Salonic.
La începutul războiului, Sarrail a comandat Corpul al VI-lea, apoi Armata a III-a în Ardeni și jurul orașului Verdun, unde armata condusă de el a jucat un rol important în fazele finale ale Primei bătălii de pe Marna și a reușit să apere orașul Verdun (mai târziu locul unei bătălii importante purtate în 1916). El a fost destituit pentru proastă conducere, în mijlocul vacarmului politic din iulie 1915.
Campania din Salonic – proiectată din mai multe motive strategice prezentate de Sarrail – a fost destinată inițial să sprijine Serbia, după ce Bulgaria a intrat în război de partea Puterilor Centrale, iar mai târziu (după ce campania de la Gallipoli eșuase) să ofere Franței o șansă pentru a-și afirma influența economică și politică asupra Greciei și a Imperiului Otoman aflat în declin. Sarrail a ajuns să comande o forță aliată multinațională în mijlocul intrigilor politice și a unei stări de război civil aparent în Grecia, a cărui rege Constantin era progerman, în timp ce primul ministru Venizelos era proaliat și dornic, de asemenea, să câștige părți ale teritoriului turcesc din vestul Anatoliei. În ciuda mai multor acțiuni ofensive, forțele lui Sarrail nu au reușit nici să ocupe Bulgaria și nici să prevină ocuparea de către Puterile Centrale a Serbiei în 1915 sau a României în 1916.
Sarrail a fost destituit de la comanda frontului din Salonic în decembrie 1917. Mai târziu, el a jucat un rol în reprimarea de către francezi a Marii Revolte Siriene de la mijlocul anilor 1920.

## Biografie

### Începutul carierei
Sarrail s-a născut la Carcassonne și a urmat cursurile Academiei de la Saint-Cyr, absolvind pe locul III în 1 octombrie 1877. El a fost repartizat ca sublocotenent în trupele de infanterie. Avansarea sa în cadrul regimentului și promovarea în grad a urmat cursul normal. El a fost promovat locotenent în octombrie 1882, căpitan în 1887, și chef-de-bataillon (maior) în 1897. În 1901 a fost numit comandant al École Militaire d'Infanterie (Saint Maixent), unde cadeții erau transformați în ofițeri republicani loiali.
În 1902 a fost promovat la gradul de locotenent-colonel. Din 1904 și până în 1906 el a fost comandantul militar al Palais Bourbon, care adăpostea Camera Deputaților, și a fost promovat la gradul de colonel în 1905. În 1907 a devenit director de infanterie în Ministerul de Război, deținând această funcție timp de patru ani. A fost promovat general de brigadă în 1908. În 1911 a fost promovat general de divizie când prietenul său radical socialist Caillaux a format primul său guvern și în 1 noiembrie 1913 a fost numit la comanda Corpului al VIII-lea.
Spre deosebire de mulți ofițeri francezi, Sarrail a fost francmason și dreyfusard. După ce a venit la putere în 1914 un guvern centru-stânga, el urma să fie numit în toamna aceluiași an în funcția de comandant-șef în locul generalului Joffre, dar războiul a izbucnit înainte ca această numire să aibă loc.

### Primul Război Mondial: Frontul de Vest 1914-1915

#### Bătălia din Ardeni
La Virton în Ardeni, în august 1914, el a comandat Corpul VI, parte a Armatei a III-a a lui Ruffey. Corpul VI a fost întărit cu o divizie suplimentară de infanterie și s-a confruntat cu Corpul VI Rezervă German. Corpul lui Sarrail a fost singurul corp din Armata a III-a care a rezistat puternicelor contraatacuri germane (celelalte fiind Corpul V al lui Brochin și Corpul IV al lui Victor-Rene Broelle). El a fost în cele din urmă obligat să se retragă pentru a evita să fie încercuit. Sarrail le-a spus militarilor din Divizia 42, care formau ariergarda, că „au dat dovada de cran (curaj)”. 
Pe 30 august Sarrail a fost promovat ca succesor al lui Ruffey la comanda Armatei a III-a.
La începutul lunii septembrie Corpul IV a fost scos de sub comanda sa și a fost atașat noii Armate a VI-a a lui Maunoury aflată în apropierea Parisului.

#### Luptele din jurul Verdunului

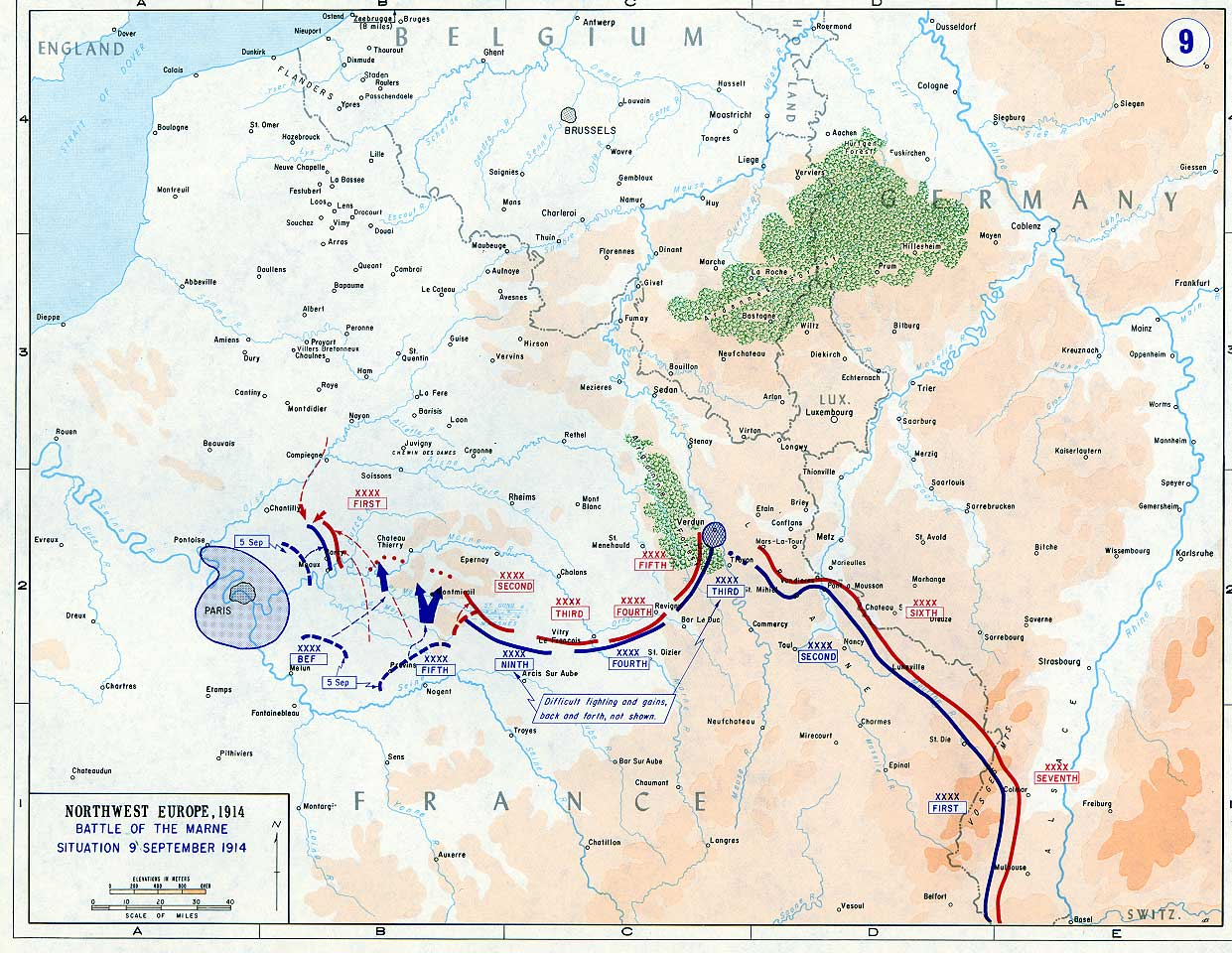
Pozițiile în Bătălia de pe Marna din 9 septembrie.

La începutul lunii septembrie Sarrail, împreună cu Franchet d'Esperey (Armata a V-a) și cu Foch (Armata a IX-a), au primit ordinul (Instruction Generale No 5) de a opri retragerea și de a fi pregătiți pentru contraatac. Cu toate acestea, în timpul Bătăliei de pe Marna, spre deosebire de ceilalți generalii francezi, Sarrail a primit ordinul simplu de a bloca înaintarea Armatei a V-a Germane a prințului moștenitor Wilhelm, care se afla în fața lui, în apropiere de Verdun.

### Salonic

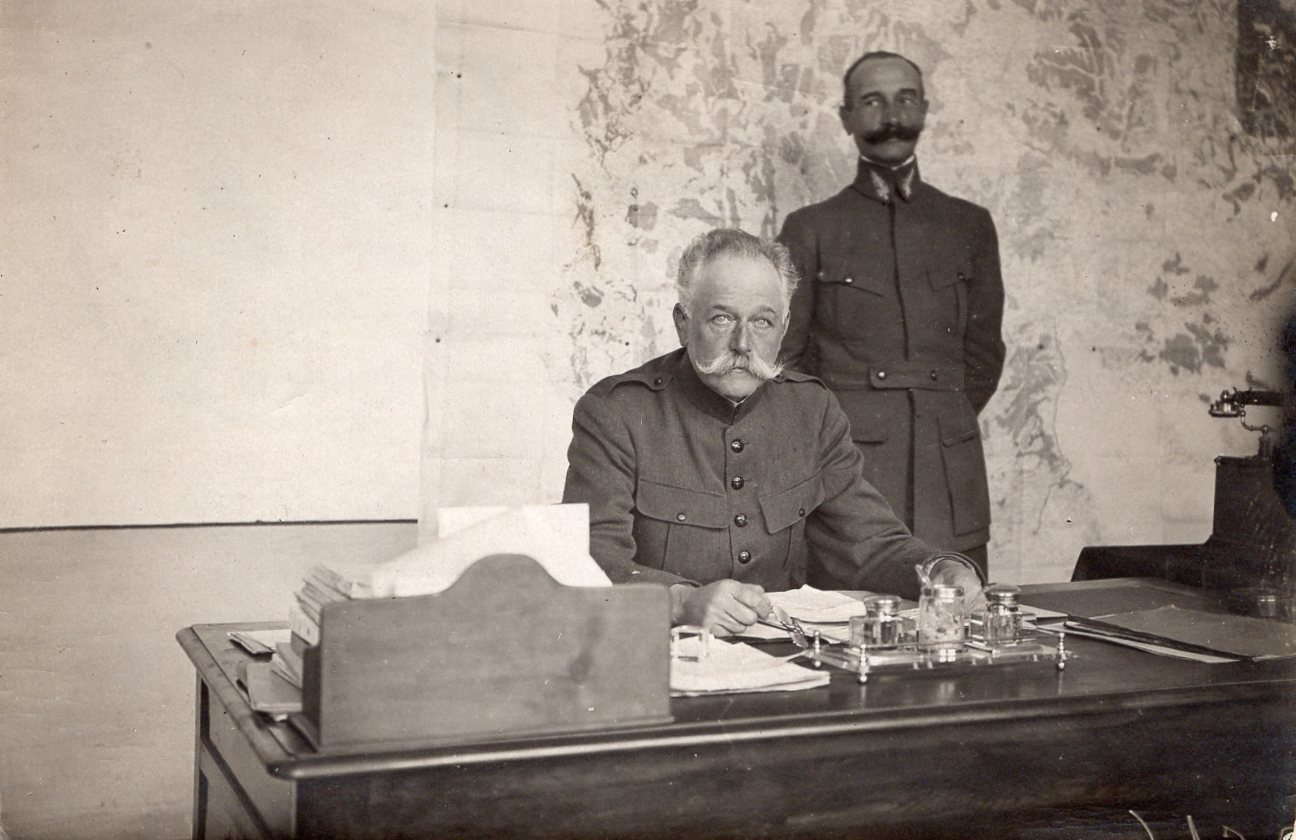
Generalul Maurice Sarrail și șeful statului său major de la Salonic

În ianuarie 1916 Sarrail a primit comanda tuturor forțelor aliate forțelor de pe teatrul de război macedonean. S-a hotărât că nu se va întreprinde nicio acțiune militară la Salonic fără acordul britanicilor. Șeful Statului Major Imperial Britanic William Robertson suspecta că prezența aliată la Salonic, pe care francezii doreau ca britanicii să o întărească, a fost continuată doar pentru a-i oferi un post se comandă lui Sarrail, ceea ce nu era chiar adevărat – Joffre spera să atragă România în război de partea aliaților. Pe 4 martie 1916, la două zile după ce germanii au atacat Verdunul, Joffre – spre iritarea lui Robertson – i-a ordonat lui Sarrail să „studieze” o ofensivă care să blocheze acolo trupele Puterilor Centrale. Sarrail i-a răspuns că avea nevoie de 21 de divizii și se afla în imposibilitatea de a efectua o operațiune majoră înainte de sosirea sârbilor. În luna martie trupele regaliste grecești au primit ordin să nu se opună forțelor austro-ungare și bulgare.
Pe 10 martie Joffre i-a scris lui Sarrail că prezența lui la Salonic a fost concepută ca o cacealma pentru a imobiliza o parte din forțele Puterilor Centrale, în timp ce avea, în același timp, scopul de a atrage Grecia și România de partea Aliaților, dar, în același timp, comandantul militar francez făcea „pregăti reale” pentru o ofensivă majoră. La Conferința Aliată din 12 martie, Rusia și Serbia au făcut presiuni pentru declanșarea unei ofensive majore la Salonic, dar nu s-a obținut acordul englezilor și francezilor. Joffre i-a dat permisiunea lui Sarrail (pe 20 aprilie) să facă o „demonstrație” de forță, dar cinci zile mai târziu i-a scris lui Robertson și i-a propus declanșarea unei ofensive majore. Nu s-a obținut însă acordul britanicilor.
Joffre și Robertson au fost îndemnați să atace, în timp ce în același timp se dorea păstrarea concentrării forțelor pe Frontul de Vest. În lunile iunie și iulie Joffre (care dorea să-l țină pe Sarrail cât mai departe de Franța) a încercat din nou să obțină acordul britanicilor pentru o ofensivă  majoră la Salonic. Italienii erau o sursă de conflicte, în timp ce guvernul grec încerca să obstrucționeze aprovizionarea, iar rezerviștii Armatei Grecești comiteau acte de sabotaj. Ca parte a angajamentului pentru intrarea României în război, Sarrail a primit în cele din urmă ordinul de angajare într-o ofensivă majoră. Lloyd George, care devenise în luna iunie ministru de război al Marii Britanii, a fost de acord să angajeze trupele britanice de la Salonic într-o astfel de ofensivă.
O ofensivă aliată a fost planificată pentru data de 1 august, dar pe 25 iulie România a solicitat o amânare. În cele din urmă, pe 17 august, s-a convenit că Sarrail ar trebui să atace pe 20 august, iar românii pe 28 august. 
Generalul Victor Cordonnier, ales de Sarrail de pe o listă scurtă de trei persoane a lui Joffre, a sosit la Salonic pe 11 august pentru a prelua comanda contingentului francez. Dar forțele bulgare au atacat primele pe 17 august, întărite de două divizii germane aduse din Munții Vosgi până la râul Vardar. Pe măsură ce moralul bulgarilor se năruia, au fost aduse în continuare batalioane germane din Champagne, Polonia și Vosgi, precum și unele tunuri grele de la Verdun. Bulgarii au început o ofensivă majoră împotriva flancurilor stâng și drept ale lui Sarrail – având inițial succes în atacul flancului drept. Forțele lui Sarrail au oprit ofensiva cu dificultate până în data de 28 august și Sarrail și-a refăcut planurile încercând să evite atacarea germanilor în dreptul râului Vardar.
Căderea Bucureștilor (6 decembrie) nu doar a scos din discuție un atac româno-rus în Bulgaria, dar, de asemenea, a făcut posibil un atac al Puterile Centrale asupra Salonicului. Unul dintre ultimele ordine oficiale ale lui Joffre (11 decembrie) a fost să-i comande lui Sarrail să înceteze ofensiva și să stabilească o puternică poziție defensivă, din care puteau fi lansate mai mult ofensive în viitor. Generalul Pierre Roques, ministrul de război al Franței, a sosit într-o misiune de informare la Salonic, după ce Marea Britanie, Italia și Rusia au făcut presiuni pentru destituirea lui Sarrail. Spre surpriza primului ministru Briand și a lui Joffre, Roques a revenit în Franța cu sugestia ca forțele lui Sarrail să fie mărite până la un efectiv de treizeci de divizii care să fie pregătite pentru un atac împotriva Bulgariei. El nu l-a lăudat în mod special pe Sarrail, dar a recomandat ca Sarrail să nu-i mai raporteze lui Joffre. Elaborat pe fundalul rezultatelor dezamăgitoare ale campaniei de pe Somme și a ocupării unei mari părți a României, raportul lui Roques i-a discreditat în continuare pe Briand și Joffre și a solicitat convocarea unei adunări parlamentare cu ușile închise. Pe 27 noiembrie, Consiliul de Miniștri s-au reunit pentru a dezbate revocarea decretului din 2 decembrie 1915, care îl plasase pe Sarrail sub comanda lui Joffre, fiind inițiate astfel o serie de manevre politice care au condus la demisia lui Joffre.
Eșecul ofensivei Aliaților pe frontul din Macedonia a fost resimțit cu amărăciune de către trupele române, care au scandat în mod ironic: „O Sarrail, Sarrail, Sarrail,/ Noi ne batem și tu stai!”. Cu toate acestea, România a contribuit, de asemenea, în mod parțial la eșec, netrimițând 150.000 de soldați către Bulgaria pentru a susține ofensiva lui Sarrail, așa cum fusese stabilit într-o convenție militară încheiată pe 23 iulie la Chantilly.
Britanicii încă mai sperau la o reconciliere între facțiunile grecești și considerau că un regat grecesc s-ar afla mai puțin sub influența franceză decât o republică. Cu toate acestea, pe 21 decembrie, guvernele britanic și francez au recunoscut Guvernul Provizoriu al Greciei de la Salonic. Până la sfârșitul anului, cea mai mare parte a României a fost invadată și speranțele Aliaților în colapsul Austro-Ungariei s-au năruit. Germanii s-au referit la Salonic ca la un „lagăr de concentrare”, iar Sarrail a fost extrem de sensibil cu privire la compararea situației sale cu încercuirea trupelor lui Bazaine la Metz în 1870. Felicitările de Crăciun din 1916 – scrise în limba franceză și conținând portretul lui Sarrail – au fost trimise de trupele britanice, franceze și italiene de la Salonic propriilor familii.

#### Destituirea
După ce Franța a scăpat la limită de o criză politică și militară în 1917, asocierea lui Sarrail cu politicienii socialiști Caillaux și Malvy, suspectați acum de contacte trădătoare cu germanii, i-a pecetluit soarta.
Odată ce a devenit prim-ministru Clemenceau a trecut rapid la destituirea lui Sarrail. El a făcut situația frontului de la Salonic principalul subiect de discuție la prima ședință a Comitetul de Război (6 decembrie), spunând: „Sarrail nu poate rămâne acolo”. Clemenceau și Philippe Pétain (comandant-șef al forțelor franceze pe Frontul de Vest) îl preferau pe Franchet d'Esperey ca succesor al lui Sarrail, dar Foch (șeful Marelui Stat Major) l-a susținut pe Guillaumat pentru acest post și i-a convins mai întâi pe  Pétain și apoi pe primul ministru. Clemenceau l-a informat pe Sarrail că a fost destituit pe 10 decembrie.
Un comunicat de presă din 11 decembrie a anunțat că Sarrail „a trebuit să se confrunte cu mari dificultăți și a efectuat servicii importante”. Nu au existat urmări politice ale destituirii sale și el nu a mai luat parte la operațiunile militare ulterioare.

### Sfârșitul carierei
Sarrail s-a retras la casa lui de la țară din Montauban pentru a-și scrie memoriile. Relatarea operațiunilor de la Salonic a fost publicată la scurt timp după sfârșitul Primului Război Mondial sub titlul Mon Commandement en Orient.
Când aliații politici ai lui au revenit la putere în 1924 el a fost trimis în Siria ca înalt comisar francez. A fost rechemat în Franța pe 30 octombrie 1925, după ce a ordonat bombardarea Damascului în timpul Marii Revolte Siriene.
El a devenit Mare Ofițer al Legiunii de Onoare în noiembrie 1914 și a fost distins cu Marea Cruce a aceluiași ordin în ianuarie 1916. I s-a acordat Médaille militaire în septembrie 1917.
El a murit pe 23 martie 1929, la Paris, la câteva zile după mareșalul Foch.
Clayton l-a descris pe Sarrail ca „un general competent, dar nu și excepțional”.